# Vautort

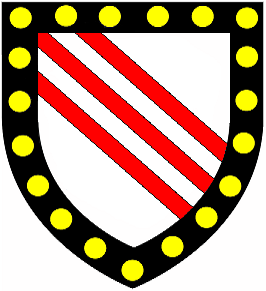
Wappen der Familie Vautort

Die Familie Vautort (auch Valletort) war eine anglonormannische Adelsfamilie. 
Angeblich stammte die Familie aus dem französischen Dorf Vautorte, das etwa 30 km südlich von Mortain liegt. Wahrscheinlicher ist jedoch, dass die Familie aus Torteval im Calvados stammte. Nach der normannischen Eroberung Englands erhielt Reginald de Vautort umfangreiche Besitzungen in Südwestengland, deren Mittelpunkt Trematon Castle in Devon war. Anfang des 13. Jahrhunderts erwarb Roger II de Vautort Ansprüche auf die Honour of Harberton in Devon. Diese weiteren Besitzungen wurden Reginald II de Vautort nach dem Ersten Krieg der Barone bestätigt, der dadurch einer der mächtigsten Adligen von Südwestengland wurde.
Obwohl die Familie zu den größten Grundbesitzern im südöstlichen Cornwall und in den angrenzenden Teilen von Devon gehörte, spielte sie außerhalb von Südwestengland fast keine politische Rolle. Nachdem Reginald II de Vautort 1245 ohne männliche Nachkommen gestorben war, begann der Niedergang der Familie. Größter Nutznießer davon war Richard von Cornwall, der Bruder von König Heinrich III. Vermutlich begann schon Ralph II de Vautort, der 1245 seinen Bruder Reginald beerbt hatte, mit der Veräußerung von Teilen der Besitzungen. Sein Erbe wurde sein Sohn Reginald III de Vautort († 1269), der wohl noch minderjährig starb. Daraufhin erbte sein Onkel Roger III de Vautort († 1274) die Besitzungen, der jedoch große Teile des Familienbesitzes verkaufte. Die Honour of Trematon erwarb Richard von Cornwall, weitere Ländereien gingen an Bischof Walter of Bronescombe von Exeter und Alexander of Okeston, der Joan, die Witwe von Rogers III Bruder Ralph II geheiratet hatte. Als Roger III de Vautort Ende 1274 kinderlos starb, fielen die verbliebenen Besitzungen, die mit Schulden in Höhe von fast £ 500 belastet waren, an die Krone. Ende des 13. Jahrhunderts teilte König Eduard I. die Ländereien zwischen Peter Corbet und Henry Pomeroy auf, die Nachfahren von zwei Schwestern von Roger II de Vautort waren.
Durch Heirat fielen 1493 große Teile des Besitzes an die Familie Edgcumbe, deren Familienoberhäupter seit 1781 den Titel Viscount Mount Edgcumbe and Valletort führen. 

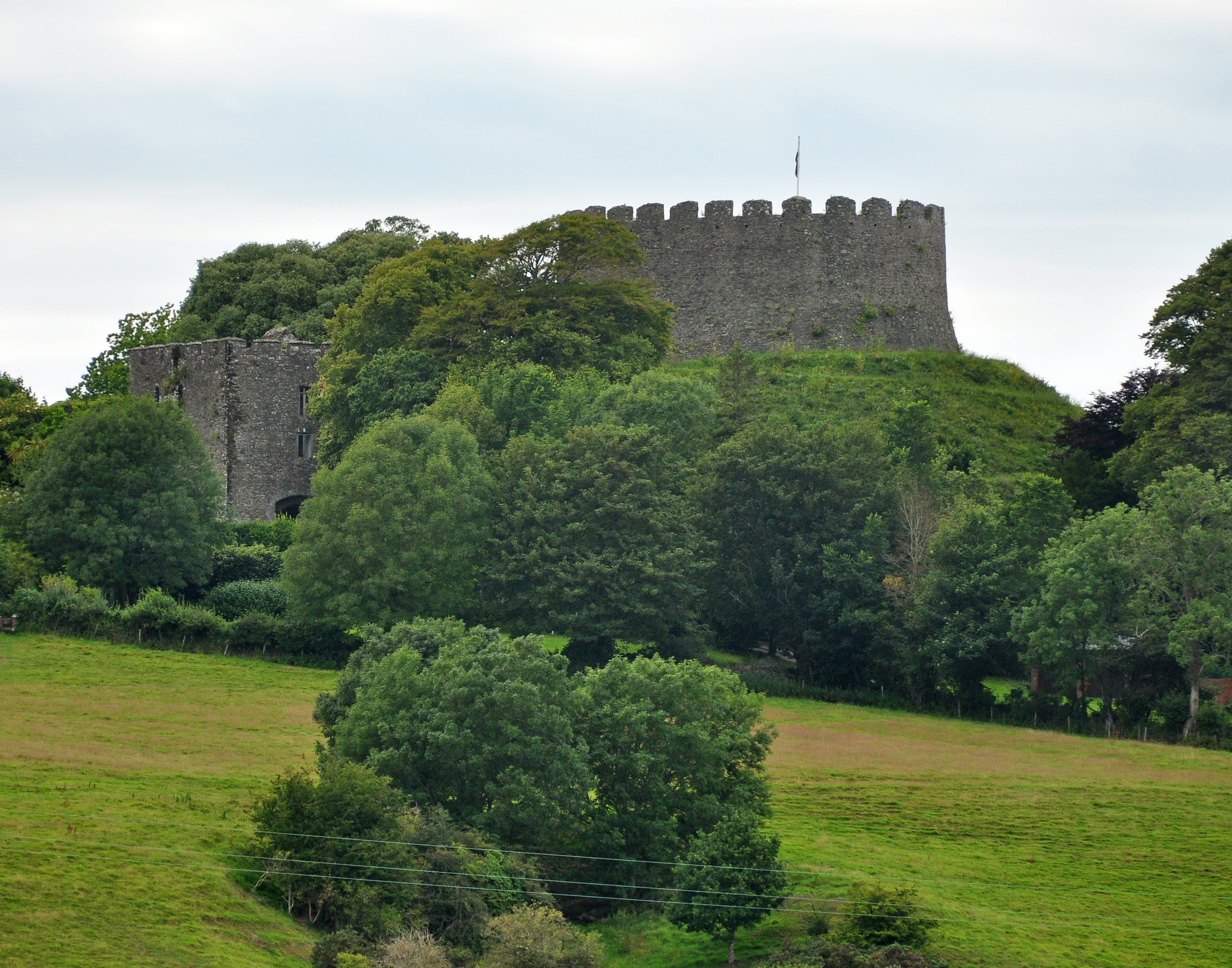
Trematon Castle war im 12. Mittelpunkt der Besitzungen der Familie Vautort

## Stammliste
1. Reginald I de Vautort († zwischen 1123 und 1129)
  1. Roger I de Vautort († um 1163) ⚭ Emma
    1. Ralph I de Vautort († 1171/72)
      1. 2 Schwestern
      2. Roger II de Vautort (1164/66–1206) ⚭ Alesia
        1. Reginald II de Vautort († 1245) ⚭ Joan Basset
        2. Ralph II de Vautort († 1257) ⚭ Joan
          1. Reginald III de Vautort († 1269) ⚭ Hawise

        3. Roger III de Vautort († 1274)

    2. Johel de Vautort († nach 1186)